# Any Given Day
Any Given Day est un groupe de metalcore allemand, originaire de Gelsenkirchen, une ville industrielle de la Ruhr. Formé le 1er janvier 2012, le groupe chante en anglais.

## Biographie
Après plusieurs changements de noms, le groupe a enfin trouvé son nom définitif qui sera Any Given Day. Ce nom est leur interprétation du carpe diem, en effet le nom Any Given Day signifie en anglais « chaque jour que Dieu fait ».
En octobre 2012, le groupe sort son premier album appelé Any Given Day, avec seulement trois titres. En 2014, ces trois chansons sont ré-enregistrées et ajoutées à l'album My Longest Way Home édité chez Redfield Records. Avec cet album, ils atteignent la 28e place du classement allemand des albums et le restent pendant une semaine,. Pour promouvoir leur album, ils firent des concerts à Munich, Bochum (à côté de Gelsenkirchen), Stuttgart et Berlin.
À cette période, Any Given Day étant un groupe récent, leur notoriété est naissante. Le 12 janvier 2013, le groupe publie sur Youtube une reprise de Diamonds de Rihanna. Cette reprise est un déclic et les fait connaître à travers le monde. Pour cette première reprise, ils choisissent une chanson qu'ils savent populaire. Ils n'aiment pas la version originale, mais lorsqu'ils commencent à travailler dessus, ils se rendent compte du potentiel de cette reprise et commencent à l'apprécier. En 2014, ils participent à la tournée du groupe Caliban en janvier pour trois concerts, puis de Sonic Syndicate en septembre. Cette année-là, ils sortent leur album My Longest Way Home.
Au début de 2015, ils ont soutenu Caliban dans la promotion de leur nouvel album Ghost empire en partant en tournée avec Bury Tomorrow et Dream On, Dreamer. Ils participent au festival Summer Breeze Open Air à Dinkelsbühl,. En 2016, le groupe enregistre le morceau Arise avec le guitariste Matt Heafy du groupe américain Trivium. La même année, ils sortent aussi l'album Everlasting qui fut 14e du classement allemand des albums. En 2019, le groupe sort son troisième album intitulé "Overpower". Lors du début de la guerre en Ukraine, le groupe a publié un cover de la chanson Wind of Change de Scorpion, en soutien au peuple ukrainien.

## Style musical
Selon Metal Hammer, Any Given Day serait un groupe de deathcore et metalcore avec une influence venant du metal progressif et du djent.

## Membres
Le groupe est composé de Denis Diehl, le chanteur, Andy Posdziech et Dennis ter Schmitten les guitaristes, Michael Golinski le bassiste, ainsi que Leon Stiller le batteur. Ils ont tous joué dans d'autres groupes avant de former Any Given Day.

Concert de l'Impericon Festival à Munich, en 2016
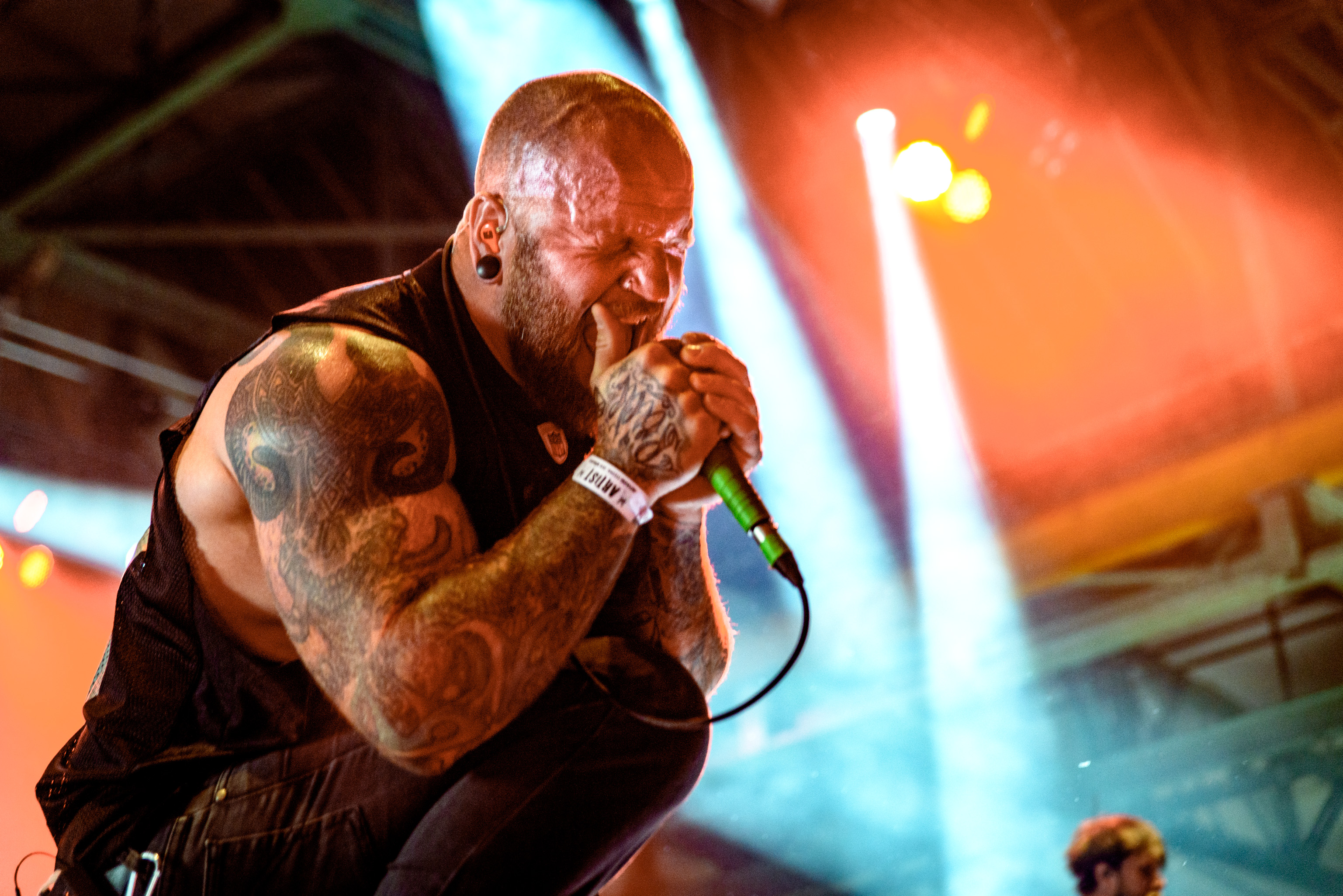
Dennis Diehl.
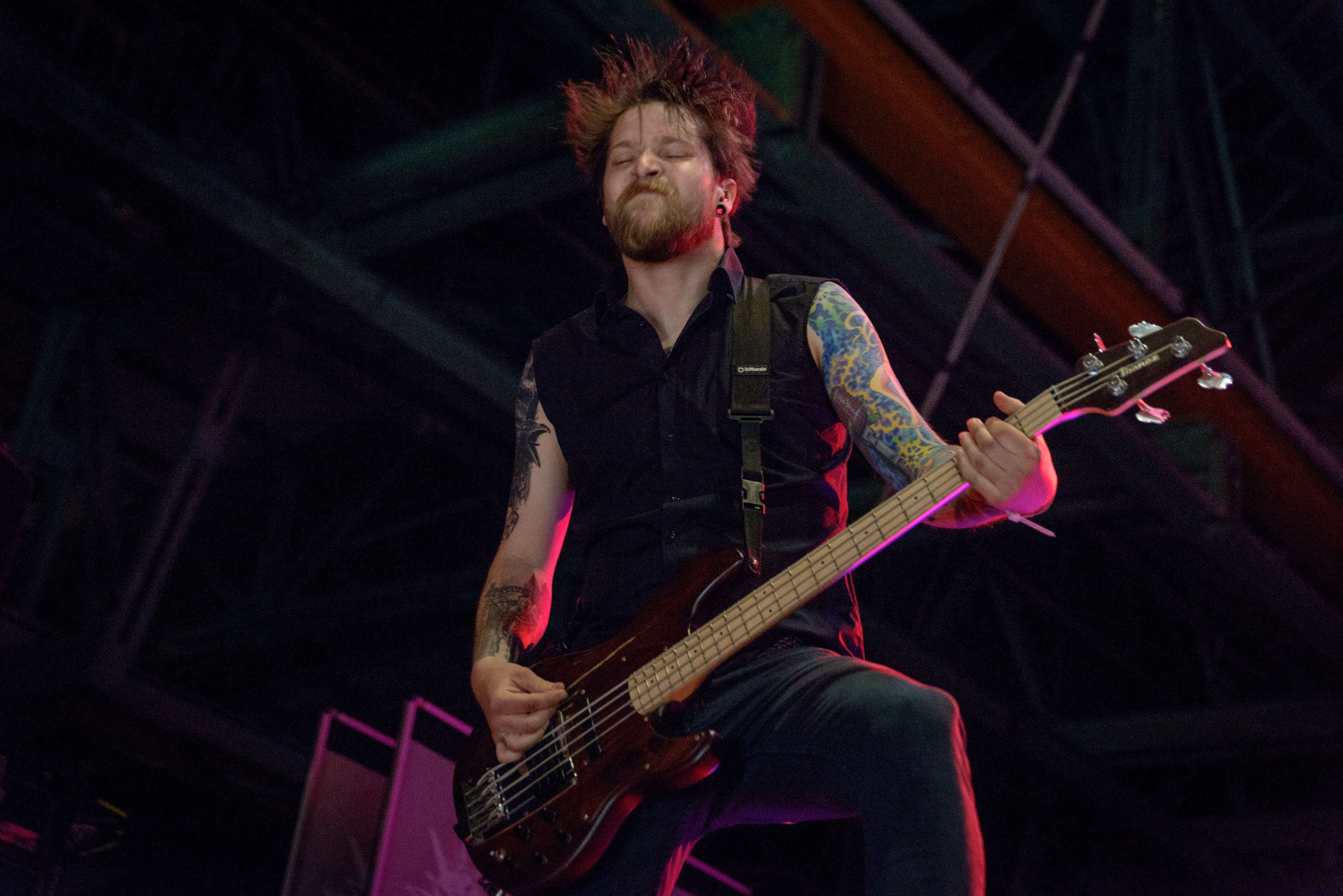
Michael Golinski.
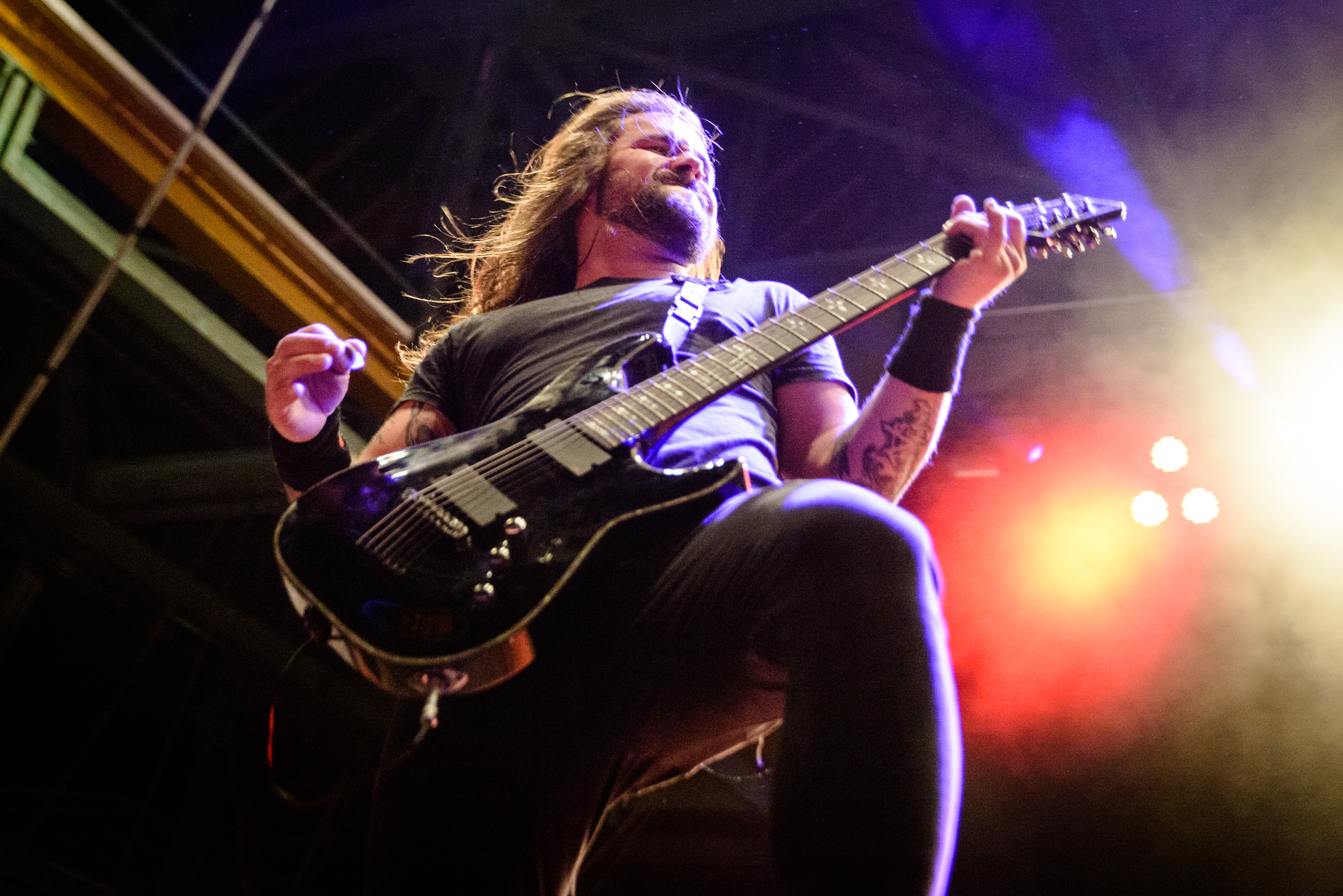
Dennis ter Schmitten.

## Discographie

### Démo
- 2012 : Any Given Day

### Albums studio
- 2014 : My Longest Way Home
- 2016 : Everlasting
- 2019 : Overpower
- 2024 : Limitless